# التاريخ الاقتصادي للبرازيل
يغطي التاريخ الاقتصادي للبرازيل الأحداث الاقتصادية المختلفة، ويتتبع التغييرات في الاقتصاد البرازيلي على مدار تاريخ هذا البلد. فرضت البرتغال التي استعمرت المنطقة أول مرة في القرن السادس عشر اتفاقية استعمارية مع البرازيل، وهي سياسة إمبريالية إتجارية قادت التنمية للقرون الثلاث التالية. استقلت البرازيل عام 1822، وأُلغيت العبودية بالكامل عام 1888. بدأت التحولات الهيكلية الهامة خلال الثلاثينيات من القرن العشرين عندما اتخذت خطوات مهمة لتحويل البرازيل إلى اقتصاد صناعي حديث.
حدث تحول اجتماعي اقتصادي بسرعة بعد الحرب العالمية الثانية. في الأربعينيات من القرن الماضي، كان 31.3% فقط من سكان البرازيل البالغ عددهم 41.2 مليون نسمة يقيمون في البلدات والمدن. بحلول عام 1991، بلغ عدد السكان 146.9 نسمة، 75.5% منهم يعيشون في المدن، وكان في البرازيل اثنين من أكبر المراكز الحضرية في العالم: ساو باولو وريو دي جانيرو. انخفضت حصة القطاع الأولي في الناتج القومي الإجمالي من 28% عام 1947 إلى 11% عام 1992. وفي الفترة نفسها 1947-1992، زادت مساهمة القطاع الصناعي في الناتج القومي الإجمالي من أقل من 20% إلى 39%. ينتج القطاع الصناعي مجموعة واسعة من المنتجات للسوق المحلي وللتصدير أيضًا، بما في ذلك السلع الاستهلاكية والسلع الوسيطة والسلع الإنتاجية.
خلال الثمانينيات والتسعينيات، عانى الاقتصاد البرازيلي من التضخم المتفشي الذي أضعف نموه الاقتصادي. بعد عدة مبادرات اقتصادية فاشلة قامت بها الحكومة، قُدّم عام 1994 خطة سُميت الخطة الحقيقية. حققت هذه الخطة الاستقرار ومكنت البرازيل من الحفاظ على النمو الاقتصادي أعلى من معدل نمو الاقتصاد العالمي خلال العقد التالي. على الرغم من هذا التطور السريع، فإن البلاد ما تزال تعاني من مستويات عالية من الفساد والجريمة والأمية الوظيفية والفقر.

## الحقبة الاستعمارية
كانت البرازيل مستعمرة تنتمي لمملكة البرتغال نتيجة التوسع التجاري الأوروبي في القرنين الخامس عشر والسادس عشر. بعدما مُنعت من التجارة مع المناطق النائية المربحة في الشرق الأقصى، التي كانت تسيطر عليها المدن الإيطالية، بدأت البرتغال في أوائل القرن الخامس عشر بالبحث عن طرق أخرى لمصادر البضائع ذات القيمة في الأسواق الأوروبية. اكتشفت البرتغال الممر البحري إلى الهند الشرقية حول الطرف الجنوبي لأفريقيا، وأنشأت شبكة من المراكز التجارية في جميع أنحاء أفريقيا وآسيا. بعد اكتشاف أمريكا، تنافست مع إسبانيا على احتلال العالم الجديد.
في البداية، لم يجد البرتغاليون ثروات معدنية في مستعمرتهم الأمريكية، لكنهم لم يفقدوا الأمل يومًا في العثور عليها. في الوقت نفسه، ومن أجل ترسيخ استقرار الستعمرة والدفاع عنها من الدخلاء الأوروبيين، أنشأ البرتغاليون مؤسسة استعمارية رائدة: إنتاج السكر في الشمال الشرقي. ابتداء من حوالي 1532-1534، بدأت الماشية بالوصول إلى البرازيل، ونمت صناعة الماشية بسرعة استجابة لحاجة صناعة السكر لوسائل النقل وللغذاء الضروري للعاملين فيها. لم تكتشف المعادن النفيسة في وسط جنوب المستعمرة إلا في القرن الثامن عشر.

### دورة السكر 1540 – 1640
بحلول منتصف القرن السادس عشر، نجحت البرتغال بتأسيس اقتصاد مرتكز على السكر في أجزاء من الساحل الشمالي الشرقي للمستعمرة. أصبح إنتاج السكر -وهو أول مشروع زراعي استعماري واسع النطاق- ممكنًا عبر سلسلة من الظروف المواتية. كان لدى البرتغال المعرفة الزراعية والصناعية من جزرها الأطلسية، فصنعت معداتها الخاصة لاستخراج السكر من قصب السكر. وبما أنها كانت متورطة في تجارة الرقيق الأفريقية، فقد تمكنت من الوصول إلى القوى البشرية الضرورية. أخيرًا، اعتمدت البرتغال على المهارات التجارية للهولنديين وعلى التمويل من هولندا؛ لتمكين السكر من الولوج إلى أسواق أوروبا بسرعة.
حتى أوائل القرن السابع عشر، كان البرتغاليون والهولنديون يحتكرون صادرات السكر إلى أوروبا. لكن بين عامي 1580 و1640، دُمجت البرتغال مع إسبانيا، وهي بلد في حالة حرب مع هولندا. احتل الهولنديون مناطق زراعة السكر في البرازيل في الشمال الشرقي من 1630 إلى 1654، فسيطرت بشكل مباشر على إمدادات السكر في العالم. عندما طُرد الهولنديون عام 1654، كانوا قد اكتسبوا المعرفة الفنية والتنظيمية لإنتاج السكر. ساهم دخولهم بإنتاج السكر في منطقة البحر الكاريبي بسقوط الاحتكار البرتغالي.
تسببت طفرة إنتاج السكر في منطقة البحر الكاريبي في انخفاض مطّرد بأسعاره العالمية. بسبب عدم قدرتها على المنافسة، انخفضت صادرات السكر البرازيلية -التي بلغت ذروتها بحلول منتصف القرن السابع عشر- انخفاضًا حادًا. بين الربع الرابع من القرن السابع عشر وأوائل القرن الثامن عشر، واجهت البرتغال صعوبات في الحفاظ على مستعمراتها الأمريكية. كشف تراجع تجارة السكر عن وجود اقتصاد استعماري هش لم يكن لديه سلعة لتحل محل السكر. من المفارقات، تسببت فترة الركود بتصفية أجزاء كبيرة من أراضي المستعمرة. مع انخفاض إنتاج السكر، استوعب قطاع الماشية -الذي تطور لتزويد الاقتصاد بالسكر عبر تقديم الحيوانات للنقل واللحوم والجلود- جزءًا من الموارد التي كانت تستثمر في السكر وأصبح مصدر رزق مهم. بسبب أساليب الإنتاج الواسعة للماشية، دُمّرت مساحات واسعة في المناطق الداخلية للمستعمرة.
مع إدراكها أنها لن تستطيع الحفاظ على البرازيل إلا إذا اكتشفت معادن ثمينة، زادت البرتغال من جهودها الاستكشافية في أواخر القرن السابع عشر. نتيجة لذلك، عثروا على الذهب والمعادن الثمينة الأخرى في أوائل القرن الثامن عشر. كان أكبر تركيز لهذا الذهب في المرتفعات الجنوبية الشرقية، ولا سيما في ولاية ميناس جيرايس.

### الاقتصاد عند الاستقلال، عام 1822
على الرغم من مشاكل البرازيل الاقتصادية، كانت أوائل القرن التاسع عشر فترة من التغيير. أولاً، أجبرت الحروب النابليونية العائلة المالكة البرتغالية على الفرار إلى مستعمرة البرتغال في البرازيل عام 1808، وأصبحت المستعمرة لفترة قصيرة مقرًا للإمبراطورية البرتغالية. علاوة على ذلك، في عام 1808، أقنعت بريطانيا البرتغال بفتح المستعمرة للتجارة مع بقية العالم، فألغت البرتغال حظرها على التصنيع (معاهدة سترانجفورد). في الواقع، وخلال هذه الفترة، بدأت العائلة الملكية البرتغالية بالعديد من الإصلاحات التي طوّرت القطاعات التعليمية والثقافية والاقتصادية في البرازيل. بحلول عام 1814، هزم البرتغاليون وحلفاؤهم جيوشَ نابليون في حرب الاستقلال الإسبانية، بعد أن انتصروا في الحرب ضد الغزو الفرنسي للبرتغال بحلول عام 1811. مع ذلك، بقي الملك البرتغالي في البرازيل حتى الثورة الليبرالية عام 1820، التي بدأت في بورتو وطالبت بعودته إلى لشبونة عام 1821، فبقي ابنه بيدرو في ريو دي جانيرو حاكمًا لمملكة البرازيل حديثة المنشأ، وهي ملكية برتغالية داخل المملكة المتحدة الجديدة للبرتغال والبرازيل والغرب. مهدت هذه الأحداث الطريق لاستقلال البرازيل في 7 سبتمبر من العام 1822.
كانت سنوات البرازيل الأولى بصفتها دولة مستقلة صعبة للغاية. السنين بين 1820-1872 بالنسبة للبرازيل كانت مزيجًا من الركود والتنوع الإقليمي. وفقًا لليف، منذ استقلال البرازيل عام 1822، فشل معدل نمو الناتج المحلي الإجمالي بتجاوز نموها السكاني. ففي حين ازداد عدد السكان بوتيرة سريعة (حوالي 2% سنويًا)، كانت جهود البلاد لتحسين أدائها من ناحية نصيب الفرد محبطة إلى حد كبير، واستمر الوضع هذا حتى بداية القرن العشرين. مع ذلك، كانت هذه الفترة الطويلة الصعبة من الركود نتاجًا صافيًا لاتجاهات متباينة في مناطق مختلفة من البلاد. شهد الجزء الشمالي الشرقي من البرازيل، الذي شكّل مركزًا لصادرات السكر والقطن التي تمثل 57% من صادرات البلاد في بداية هذه الفترة، انخفاضًا ثابتًا في مبيعاتها الخارجية. خلال الفترة الممتدة من عام 1866 إلى عام 1870، مثلت هذه المحاصيل 30%  فقط من الصادرات  في الوقت الذي قفزت فيه صادرات البن -المنتج الرئيسي في الجزء الجنوبي الشرقي من البلاد- من 26% إلى 47%.

## العلاقات الاقتصادية البرازيلية – الأمريكية: 1870 – 1930
بلغت قيمة التجارة البرازيلية مع أمريكا عام 1870 نحو 31 مليون دولار، بينما بلغت قيمة التجارة المشتركة لجميع دول أمريكا الجنوبية نحو 29 مليون دولار. كانت البرازيل منتجًا كبيرًا للبن ولهذا السبب استوردت الولايات المتحدة نحو أربعة أضعاف ما كانت تصدره إلى البرازيل. عام 1885، كانت البرازيل تنتج أكثر من نصف إمدادات العالم من القهوة. بلغت التبادلات التجارية للبرازيل عام 1890 أكثر من 71 مليون دولار بينما كانت تجارة كل من الأرجنتين وأوروغواي تبلغ 14 مليون دولار و 6 ملايين دولار على التوالي. بعد وقت قصير من عام 1896، بدأ إنتاج القهوة بتجاوز الاستهلاك وبدأت الأسعار بالانخفاض في البرازيل. خزنت البرازيل فائض قهوتها بدلًا من بيع الإنتاج بالكامل، لتستخدمه عندما يكون هناك موسم إنتاج قهوة سيئ.
بدا مذهب مونرو لبعض الدول في أمريكا الجنوبية محاولةً أمريكية للحفاظ على سيطرتها على النصف الجنوبي من القارة. نظرت البرازيل إلى هذا المبدأ باعتباره تدبيرًا للحماية من تدخل الولايات المتحدة والدول الأوروبية. كان أول سفير للبرازيل لدى الولايات المتحدة بين عامي 1905 و 1910، يواكيم نابوكو، من أنصار مذهب مونرو. اقترضت البرازيل أموالًا من دول كثيرة، لكنها لم تقترض مبالغ كبيرة إلا بعد الحرب العالمية الأولى. مع اندلاع الحرب العالمية الأولى، استمرت البرازيل بمشاركة الجزء الأهم من تجارتها مع مع الولايات المتحدة الأمريكية بتبادل بلغت قيمته 154 مليون دولار.

## اقتصاد القهوة 1840-1930
كان تأثير القهوة على الاقتصاد البرازيلي أقوى بكثير من تأثير السكر والذهب. عندما بدأت طفرة القهوة، كانت البرازيل متحررة من قيود الاستعمار. أدت الاستعاضة عن عمالة العبيد بالعمالة مقابل أجر بعد عام 1870 (ألغيت العبودية عام 1888) لزيادة في الكفاءة وإلى تشكيل سوق محلي للسلع. أخيرًا، أدى التعقيد الأكبر في إنتاج القهوة وتجارتها إلى إنشاء روابط قطاعية مهمة داخل الاقتصاد البرازيلي.
زُرعت القهوة في البرازيل في أوائل القرن الثامن عشر، لكن في البداية كان الأمر للاستخدام المنزلي فقط. لم تتحول القهوة إلى عنصر تصدير رئيسي إلا في أواخر عشرينيات وأوائل ثلاثينيات القرن الماضي، عندما ارتفعت أسعارها بشكل كبير. خلال المرحلة الأولية، تركز الإنتاج في المنطقة الجبلية قرب ريو دي جانيرو. كانت هذه المنطقة مناسبة تمامًا لزراعة البن، وكان لديها وصول إلى العمال الرقيق. كان نقل القهوة إلى الموانئ يسيرًا ويتم على البغال أو العربات التي تجرها الحيوانات نظرًا لقصر المسافة بين المصادر والموانئ.
تمكنت فئة من رواد الأعمال تأسست في ريو دي جانيرو خلال طفرة التعدين من حث الحكومة على المساعدة في تهيئة الظروف الأساسية لتوسيع نطاق زراعة القهوة، مثل إزالة اختناقات النقل والعمالة. انتقل إنتاج القهوة من المنطقة القريبة من ريو دي جانيرو لينتشر على طول وادي بارايبا باتجاه ولاية ساو باولو، التي أصبحت فيما بعد أكبر منطقة لتصدير هذا المنتج الهام في البرازيل. كانت القهوة تزرع بتقنيات بدائية. كانت الأراضي وفيرة، ما أتاح إمكانية أن يتوسع الإنتاج بسهولة من خلال دمج مناطق جديدة. مع ذلك، سرعان ما أصبح من الضروري تخفيف اثنين من القيود الأساسية: نقص وسائل النقل ونقص العمالة.
تطلبت زراعة البن بعيدًا عن الموانئ بناء خطوط السكك الحديدية، أولًا حول ريو دي جانيرو وإلى وادي بارايبا، ثم في المرتفعات الخصبة في ساو باولو. عام 1860، كان لدى البرازيل 223 كلم فقط (139 ميل) من السكك الحديدية. بحلول عام 1885، ارتفع هذا المجموع إلى 6,930 كيلومترًا (4310 ميل). يسمح خط السكك الحديدية الرئيسي بين المرتفعات الشرقية لساو باولو وميناء سانتوس المحيطي بالتوسع السريع في إنتاج القهوة في وسط وشمال غرب الولاية.
بعد توسع تجارة القهوة الأولي، تضاءل توافر العبيد في الوقت الذي يحتاج فيه المزيد من الزراعة إلى عبيد إضافيين. مع ذلك، وبحلول عام 1840، كانت البرازيل تتعرض لضغوط من أجل إلغاء العبودية، فقُدّمت سلسلة من المراسيم تجعل تزويد مناطق زراعة البن الجديدة بعمالة السخرة. في سبعينيات القرن التاسع عشر، أصبح النقص في اليد العاملة حرجًا للغاية، ما أدى إلى الدمج التدريجي للعمالة المهاجرة المجانية. أصبح توسع زراعة البن في شمال غرب ولاية ساو باولو بعد عام 1880 ممكنًا إلى حد كبير بفضل العمالة المهاجرة. أنتجت سان باولو عام 1880 1.2 مليون كيس قهوة بحجم 60 كيلوجرام، أو 25% من إجمالي الإنتاج في البرازيل. قفزت هذه النسبة إلى 40% بحلول عام 1888، وبحلول عام 1902 إلى 60% (8 مليون كيس). في الوقت نفسه، دخل نحو 201,000 مهاجر إلى ساو باولو بين عامي 1884 و 1890، وقفز هذا العدد الإجمالي إلى أكثر من 733,000 مهاجر بين عامي 1891 و1900. ألغيت العبودية في البرازيل عام 1888.
نما الاقتصاد البرازيلي بشكل كبير في النصف الثاني من القرن التاسع عشر. كانت القهوة هي الركيزة الأساسية للاقتصاد مشكّلة 63% من صادرات البلاد عام 1891، و51% بين عامي 1901 و1910. مع ذلك، كان السكر والقطن والتبغ والكاكاو والمطاط في مطلع القرن مهمين أيضا. خلال العقود الثلاثة الأولى من القرن العشرين، مر الاقتصاد البرازيلي بفترة من النمو، لكنه واجه صعوبات بسبب الحرب العالمية الأولى والكساد العظيم واتجاهه المتزايد نحو الإفراط في إنتاج القهوة.
شهدت الفترة من العام 1840 إلى العام 1930 توسّعًا ملحوظًا لكن غير منتظم في الصناعات الخفيفة، لا سيما المنسوجات والملابس والمنتجات الغذائية والمشروبات والتبغ. حدث هذا التوسع بسبب نمو الدخل وتوافر العملات الأجنبية والسياسات المالية والأحداث الخارجية مثل الحرب العالمية الأولى. من العوامل المهمة الأخرى توسع وسائل النقل والطاقة الكهربائية وزيادة التحضر وبروز طبقة حيوية من رواد الأعمال، إلا ان النمو الصناعي في هذه الفرة لم يولد تحولات هيكلية كبرى.